# Svarttjärnen (Nordmalings socken, Ångermanland, 707575-166913)
Svarttjärnen är en sjö i Nordmalings kommun i Ångermanland och ingår i Leduåns huvudavrinningsområde.